# Herrnhut
Herrnhut er en by i Sachsen. Hussitiske flygtninge, de mähriske brødre havde efter 30-årskrigen søgt tilflugt hos Nikolaus Ludwig von Zinzendorff i Sachsen. Zinzendorf gav Brødrene lov til at opføre en flygtningeby nær Hutbjerget som fik navnet Herrnhut, der betyder "Herrens hat". Herrnhut blev grundlagt i 1722 og befolket af hussitiske flygtninge fra Mähren. Den Herrnhutiske Brødremenighed har navn efter denne by.